# Дорджи, Вангай
Вангай Дорджи (англ. Wangay Dorji; 9 января 1974) — бутанский футболист.

## Биография
В детстве начал играть в футбол. Когда учился в Индии в 1996 году, попал в футбольную академию. Позже играл в профессиональном футболе за клубы Индии. С 1999 года играл в сборной Бутана. Он выступал за футбольные клубы «Самце», «Ранджунг Юнайтед», «Друк Пол», «Транспорт Юнайтед» и сборную Бутана.
Вангай Дорджи получил мировую известность после того, как забил три мяча в ворота сборной Монтсеррата в матче, названном «Другой финал». Сборная Бутана тогда победила со счётом 4:0. Дорджи был капитаном сборной Бутана.